# Бажанов Микола Єфремович
Бажанов Микола Єфремович — наглядач госпіталю в Новопетровському укріпленні, підпоручник.
Тарас Шевченко познайомився з Бажановим і його дружиною Катериною Агатангелівною в укріпленні. Бував у них вдома і зустрічався в родині І. Ускова. Через Бажанова йшли окремі листи до Шевченка. Бажанов перший привітав поета зі звільнення. 8 серпня 1860 надіслав Шевченкові листа до Петербурга. Між 1856 і червнем 1857 (за уточненим датуванням) художник намалював сепією портрет Бажанова з його дружиною (22.5*27.2), 1854 олівцем — портрет К. Бажанової (27.5*17.8). Обидва зберігаються в ДМШ. Чи закінчив Шевченко портрет Бажанового, про який згадується в «Щоденнику» 15 червня 1857, невідомо.